# Cellobiose
Cellobiose (glucose β(1→4) glucose) met als wetenschappelijke naam β-D-glucopyranosyl(1→4)D-glucopyranose, afgekort Glc-Glc, is een disacharide dat opgebouwd is uit twee glucosemoleculen. Het is een dimeer van glucose. De molecuulformule is C12H22O11 en het molecuulgewicht 342 g.mol−1.
Cellobiose ontstaat bij de vertering van cellulose door planteneters (herbivoren). Alleen bacteriën hebben het vermogen om cellobiose af te breken. Het menselijk lichaam heeft geen enzym dat geschikt is om cellobiose af te breken.
Cellobiose kan enzymatisch of met een zuur gehydrolyseerd worden uit cellulose en materiaal dat voor een groot deel uit cellulose bestaat zoals katoen, jute en papier.
De acht vrije OH-groepen geven de stof sterke waterstofbruggen. Cellobiose kan gebruikt worden als indicator-carbohydraat voor de ziekte van Crohn en  malabsorptie.
Behandeling van cellulose met azijnzuuranhydride en zwavelzuur, levert cellobiose octoacetaat dat niet langer  waterstofbrugdonor is (wel een waterstofbrugacceptor) en is oplosbaar in apolaire organische oplosmiddelen.